# Sagartiogeton tubicolus
Sagartiogeton tubicolus is een zeeanemonensoort uit de familie Sagartiidae.
Sagartiogeton tubicolus is voor het eerst wetenschappelijk beschreven door Koren & Danielssen in 1877.